# Feketés szuharbújó
A feketés szuharbújó (Cisticola nigriloris) a madarak osztályának verébalakúak (Passeriformes) rendjébe azon belül pedig a szuharbújófélék családjába tartozó faj.

## Rendszerezése
A fajt George Ernest Shelley angol ornitológus írta le 1897-ben.

## Előfordulása
Afrika keleti részén, Malawi, Tanzánia és Zambia területeken honos. Természetes élőhelyei a szubtrópusi vagy trópusi hegyi esőerdők, magaslati gyepek és cserjések, folyók és patakok környékén, valamint másodlagos erdők. Állandó, nem vonuló faj.

## Megjelenése
Testhossza 17 centiméter, testtömege 17-22 gramm.

## Természetvédelmi helyzete
Az elterjedési területe nagyon nagy, egyedszáma pedig stabil. A Természetvédelmi Világszövetség Vörös listáján nem fenyegetett fajként szerepel.